# 荷莉·貝瑞
哈莉·玛麗亚·贝瑞（1966年8月14日—），美国演员、1986年俄亥俄小姐、1986年美國小姐，第74届奥斯卡最佳女主角奖得主，全世界第一位非裔奥斯卡影后。

## 早年
贝瑞出生于俄亥俄州的克利夫兰，之所以叫取名为哈莉，是随当地的一家有名百货公司的名字“Halle”。她的母亲是白人，父亲是非裔美国人，外祖父母分别在俄亥俄州和英格兰出生。她4岁时父母离异，由母亲抚养长大。她有一个姐姐海蒂（Heidi）。
贝瑞在高中很受欢迎，是啦啦队队员，优等生联合会会员，学校新闻报纸编辑，班长与舞会公主。随后她进入了 Cuyahoga 社区大学学习。
在进入演艺界之前，她参加了多次选美比赛，包括俄亥俄州小姐、全美少女、美国小姐、世界小姐等等，另外她的演艺才华经常被自身的美貌所掩盖。

## 影视发展
20世纪80年代，她前往芝加哥继续自己的模特事业，同时也开始了演艺生涯。她早期的表演包括参与当地一部有线电视剧《Chicago Force》等。
贝瑞曾经为《霹靂嬌娃》试镜，因为制片人亞倫·史貝林（Aaron Spelling）当时想启用一位有色人种演员演出。她虽然没有成功，却给史貝林留下了印象，他鼓励贝瑞继续改进自己的演技。
1989年，贝瑞在ABC的电视剧《Living Dolls》中扮演了聪明的艾蜜莉·法蘭克林（Emily Franklin）一角。她在长片电影《叢林熱》（Jungle Fever）扮演了一位吸毒者，赢得了广泛关注。1991年的《Strictly Business》中她首次与其他明星合作。她另一个早期角色是在《石头族乐园》中扮演配角。
2000年，她在《X战警》中扮演漫画英雄，随后又在更为成功的《X战警2》中出演同一角色。2003年她主演的《鬼影人》（Gothika）是第一部剧情围绕着她的角色进行的电影。
2002年3月24日，在第74屆奧斯卡金像獎颁奖典礼上，她凭借在2001年《擁抱豔陽天》中的出色表演赢得了最佳女主角的殊荣，成为了史上第一位赢得此奖项的黑人女性。有意思的是，在1999年HBO制作的《Dorothy Dandridge》中，她扮演了第一位获得奥斯卡最佳女主角提名的黑人女性。这两位女演员还有一点共同之处，那就是她们都出生在同一家医院。
74届奥斯卡当晚发表得奖感言时，贝瑞喜极而泣，对所有黑人及非白人女演员致以了崇高的问候。但是她的致词激起了一些人猛烈批评，他们指出她的致词暗示奥斯卡奖并不是按照演技好坏来颁发，而是受到种族与政治偏见的左右。但是74年来的奥斯卡没有一位黑人及非白人女影星获得最佳女主角，这个客观现象的本身就体现了强烈的不公正性。除此之外有人也指出，哈莉·贝瑞是混血，并不能够代表黑人群体，而且她在《死囚之舞》中的裸露出镜也激怒了很多黑人演艺界人士。

## 其他
2000年2月，她卷入了一起交通事故当中：闯越红灯与另一辆车相撞，并肇事逃逸。由于头部受到创伤，她事后宣称失去了相关记忆，放弃对轻罪指控的辩驳。她被处以罚款，向对方做了赔偿，强制从事社区服务，法院还判决她必须遵守三年的观察期。
她之前一直拒绝出演裸体镜头，不过在《劍魚》中首次出现了30秒几乎全裸镜头，据称她为此获得了额外的50万美元报酬。在《擁抱豔陽天》中，她又一次出演了裸体镜头。在007影片《择日再死》中，她穿着比基尼冲浪，与詹姆斯·龐德见面，重现了40年前《鐵金剛勇破神秘島》中Ursula Andress著名的画面。
贝瑞结婚两次。第一次婚姻她嫁给了棒球选手大衛·賈斯提斯，1996年离婚。2001年她再嫁音乐家Eric Benét，但由于丈夫的外遇2005年再次离婚。她并没有亲生子女，但与二婚领养的继女关系很好。2005年11月，贝瑞替范思哲拍廣告照時，認識了比她年輕十年的男模，Gabriel Aubry並很快相戀。2007年9月，贝瑞宣佈懷了Gabriel的孩子。2008年3月16日，贝瑞於洛杉磯錫安山醫學中心生下了女兒，萊拉·雅莉拉·奧布利（Nahla Ariela Aubry）。
2003年，贝瑞荣登《男人帮》雜誌（FHM）“2003年世界百位最性感女性”榜首。
2005年，手持奧斯卡最佳女主角獎座出席金酸莓獎頒獎典禮並領取最差女主角獎。
她患有糖尿病，并且據稱因为受前夫殴打导致一只耳朵听力80％受损。

## 影视作品

### 電影

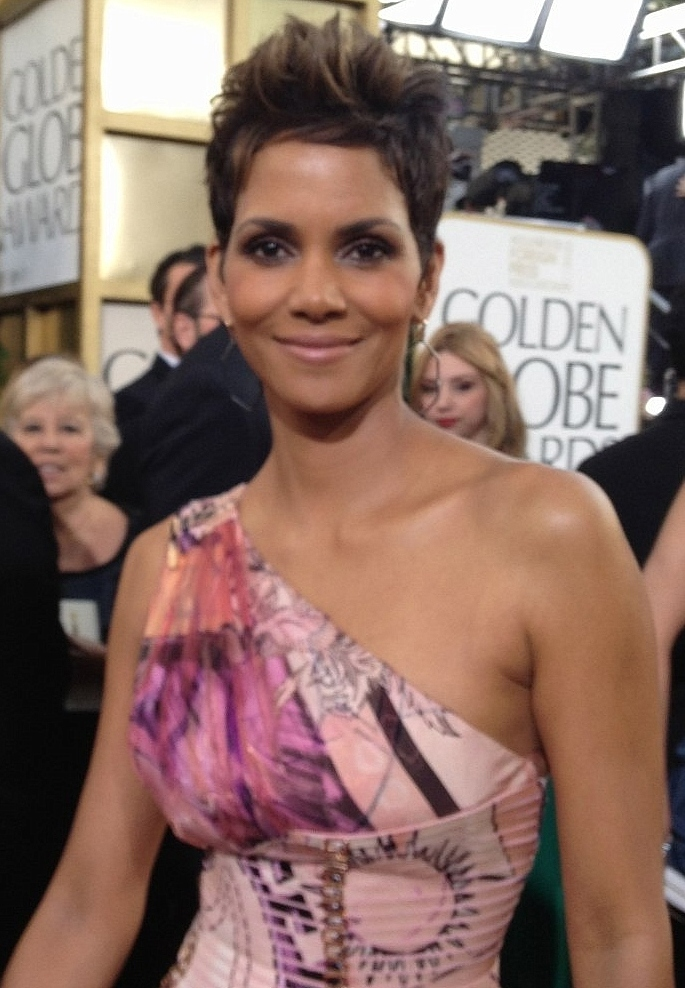
貝瑞出席第70屆金球獎

| 年份 | 標題                      | 角色                                                                          | 附註                    |
| ---- | ------------------------- | ----------------------------------------------------------------------------- | ----------------------- |
| 1991 | 《叢林熱》                | Vivian                                                                        |                         |
| 1991 | 《登龍妙招》              | Natalie                                                                       |                         |
| 1991 | 《終極尖兵》              | Cory                                                                          |                         |
| 1992 | 《花心大少闖情關》        | Angela Lewis                                                                  |                         |
| 1993 | 《頭號公敵》              | Kathleen Mercer                                                               |                         |
| 1993 | 《叛逆贏家》              | Autumn Haley                                                                  |                         |
| 1994 | 《石頭族樂園》            | Sharon Stone                                                                  |                         |
| 1995 | 《生母養母的戰爭》        | Khaila Richards                                                               |                         |
| 1996 | 《747絕地悍將》           | Jean                                                                          |                         |
| 1996 | 《IQ跌停板》              | Miss Sandra Beecher                                                           |                         |
| 1996 | 《魔鬼交易》              | Josie Potenza                                                                 |                         |
| 1997 | 《忘年之交》              | Nisi                                                                          |                         |
| 1998 | 《選舉追緝令1998》        | Nina                                                                          |                         |
| 1998 | 《何苦坠入爱河》          | 佐拉·泰勒                                                                     |                         |
| 2000 | 《X戰警》                 | 奧洛羅·蒙羅／暴風女                                                           |                         |
| 2001 | 《劍魚行動》              | Ginger Knowles                                                                |                         |
| 2001 | 《擁抱豔陽天》            | Leticia Musgrove                                                              |                         |
| 2002 | 《新鐵金剛之不日殺機》    | 金克斯                                                                        |                         |
| 2003 | 《X戰警2》                | 奧洛羅·蒙羅／暴風女                                                           |                         |
| 2003 | 《鬼影人》                | Miranda Grey                                                                  |                         |
| 2004 | 《貓女》                  | 塞琳娜·凯尔／貓女                                                             |                         |
| 2005 | 《機器人歷險記》          | Cappy                                                                         | 配音                    |
| 2006 | 《X戰警：最後戰役》       | 奧洛羅·蒙羅／暴風女                                                           |                         |
| 2007 | 《勾引陌生人》            | Rowena Price                                                                  |                         |
| 2007 | 《往事如煙》              | Audrey Burke                                                                  |                         |
| 2010 | 《法蘭基與艾莉絲》        | Frankie / Alice                                                               |                         |
| 2011 | 《新年前夜》              | Nurse Aimee                                                                   |                         |
| 2012 | 《暗潮》                  | Kate Mathieson                                                                |                         |
| 2012 | 《雲圖》                  | Jocasta Ayrs / Luisa Rey / Ovid / Meronym / Native Woman / Indian Party Guest |                         |
| 2013 | 《激愛543》               | Emily                                                                         | 章節：「Truth or Dare」 |
| 2013 | 《絕命連線》              | Jordan Turner                                                                 |                         |
| 2014 | 《X戰警：未來昔日》       | 奧洛羅·蒙羅／暴風女                                                           |                         |
| 2016 | 《凱文·哈特之現在是怎樣》 | 她自己                                                                        |                         |
| 2017 | 《綁架》                  | Karla Dyson                                                                   | 兼監製                  |
| 2017 | 《金牌特務：機密對決》    | Ginger Ale                                                                    |                         |
| 2017 | 《暴動之城》              | Millie Dunbar                                                                 |                         |
| 2019 | 《捍衛任務3：全面開戰》   | Sofia                                                                         |                         |
| 2020 | 《逆轉擂台》              | Jackie Justice                                                                | 兼導演和監製            |
| 2022 | 《月球隕落》              | Jo Fowler                                                                     |                         |
| 2023 | 《母艦》                  | Sara Morse                                                                    | 未上映                  |
| 2024 | 《當我們盟在一起》        | Roxanne                                                                       |                         |
| 2024 | 《绝不放手》              | 媽媽                                                                          | 兼執行製片人            |

### 電視
| 年份    | 標題                      | 角色               | 附註                                                                |
| ------- | ------------------------- | ------------------ | ------------------------------------------------------------------- |
| 1989    | 《活著娃娃》              | Emily Franklin     | 12集                                                                |
| 1991    | 《阿門》                  | Claire             | 單集：〈Unforgettable〉                                             |
| 1991    | 《不一樣的世界》          | Jaclyn             | 單集：〈Love, Hillman-Style〉                                       |
| 1991    | 《宇宙訪客》              | Rene               | 單集：〈Hair Today, Gone Tomorrow〉                                 |
| 1991    | 《解開心結》              | Debbie Porter      | 6集                                                                 |
| 1993    | 《女奴奎因》              | Queen              | 迷你劇                                                              |
| 1995    | 《新所羅門王》            | Nikhaule／示巴女王 | 電視電影                                                            |
| 1996    | 《馬汀》                  | 她自己             | 單集：〈Where the Party At〉                                        |
| 1998    | 《婚禮》                  | Shelby Coles       | 迷你劇                                                              |
| 1998    | 《欢乐一家亲》            | Betsy              | 配音；單集：〈Room Service〉                                        |
| 1999    | 《红颜血泪》              | 桃乐茜·丹缀之      | 電視電影                                                            |
| 2005    | 《凝望上帝》              | Janie Crawford     | 電視電影                                                            |
| 2011    | 《辛普森家庭》            | 她自己             | 配音；單集：〈Angry Dad: The Movie〉                                |
| 2014–15 | 《传世》                  | 莫莉·伍德          | 主演；26集                                                          |
| 2017    | 《放下麥克風》            | 她自己             | 單集：〈Halle Berry vs. James Corden / Anthony Anderson vs. Usher〉 |
| 2019–20 | 《花心大少闖情關》        | -                  | 執行製片人                                                          |
| 2021    | 《美國大師》              | 她自己             | 單集：〈How It Feels To Be Free〉                                   |
| 2022    | 《美國的靈魂》            | 她自己             | 紀錄劇集；單集：〈Soul of a Nation Presents: Screen Queens Rising〉 |
| 2022    | 《房產兄弟：A咖報恩計畫》 | 她自己             | 紀錄劇集；單集：〈Halle Berry's Beautiful Gift〉                    |